# オーケー・レコード
オーケー・レコード（Okeh_Records）は、1916年に設立された蓄音機サプライヤーのOtto Heinemann Phonograph Corporationによって1918年に設立されたアメリカ合衆国のレコードレーベルである。1918年に蓄音機レコードに分岐した。1926年以来、OkehはSony Musicの子会社であるColumbia Recordsの子会社である。
名前はOttoK。E. Heinemannの頭文字から「OkeH」と綴られていたが、後に「OKeh」に変更された。
Okehは、コロンビアの専門レーベルであるSony Masterworksが配布するJazzインプリントである。